# Рогоч, Роман
Рома́н Рогоч (пол. Roman Rogocz; 9 августа 1926, Хожув — 7 февраля 2013, Гданьск, Поморское воеводство) — польский футболист и футбольный тренер, играл на позиции нападающего. Лучший бомбардир в истории гданьской «Лехии», за которую в своей карьере забил 107 голов.

## Биография

### Вторая мировая война
Во время Второй мировой войны был депортирован из Польши в Германию, но ему удалось бежать и он скрывался в Италии. Он поступил на службу в 2-ю Варшавскую танковую дивизию и был одним из лучших игроков сборной дивизии «Панцерняк».

### Игровая карьера
В 1947 году Рогоч присоединился к гданьской «Лехии», где его одноклубником стал Лешек Годзик. Дебютировал за «Лехию» 14 ноября 1947 года в Первой лиге в матче против хожувского «Руха», в котором его команда проиграла со счётом 4:1, но Рогоч забил гол. По итогам сезона «Лехия» пробилась в Высшую лигу, а сам Рогоч показал высокую результативность, забив за сезон 43 гола в регулярном турнире и плей-офф.
Всего за «бело-зелёных» Рогоч отыграл 15 сезонов, сыграв 161 матч и забил 107 голов, благодаря чему является лучшим бомбардиром и единственным игроком в истории клуба, забившим больше 100 мячей.

### Тренерская карьера
Рогоч работал главным тренером гданьской «Лехии» с 1962 по 1963 год и с 1971 по 1972 год.

### Смерть
Скончался 7 февраля 2013 года в Гданьске в возрасте 86 лет после продолжительной болезни.